# Horní Německo

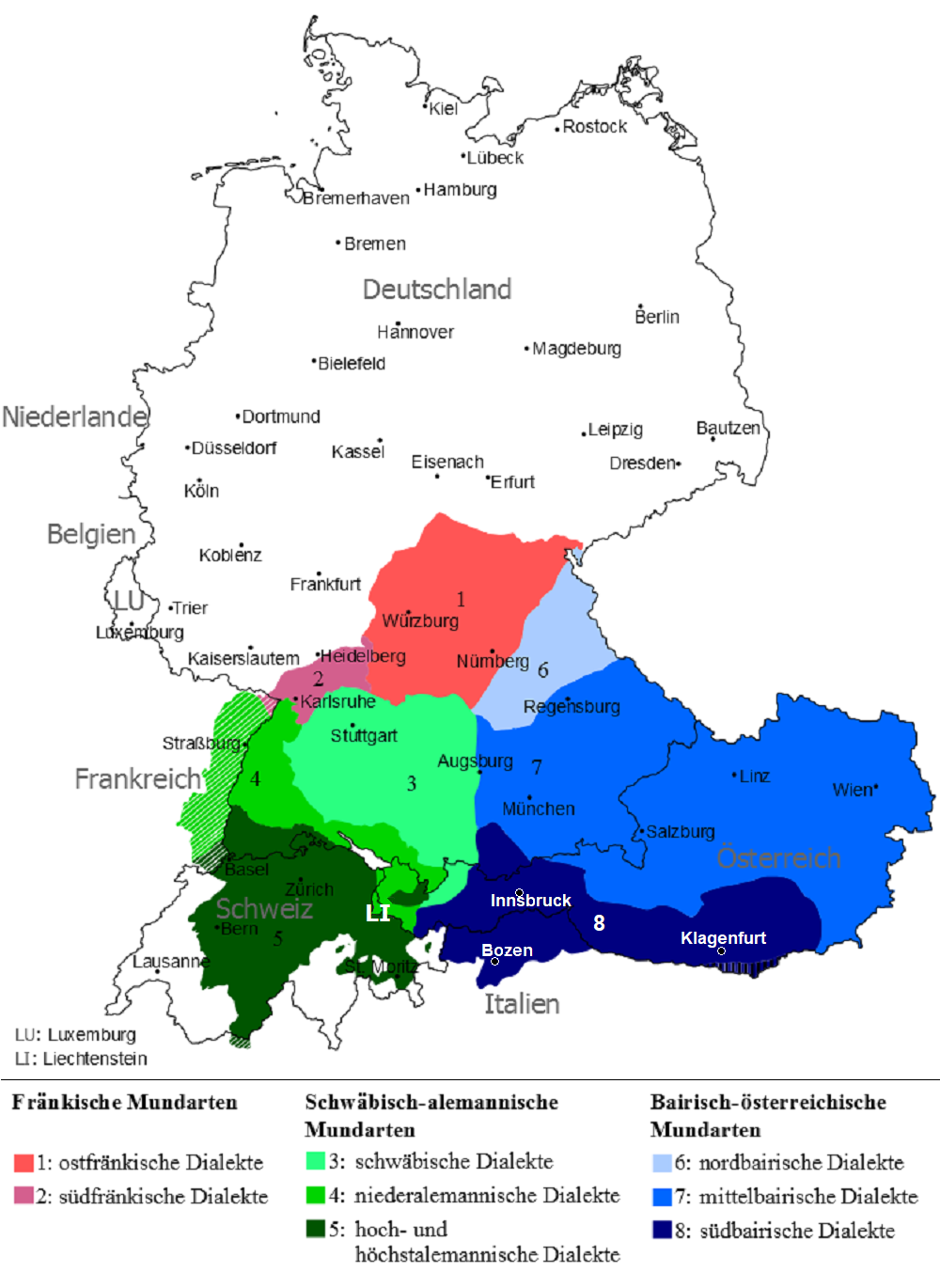
Hornoněmecká jazyková oblast a její dialekty

Pojem Horní Německo (německy Oberdeutschland) označuje jazykovou oblast, ve které se mluví hornoněmeckými dialekty, tedy přibližně celou německy mluvící uzavřenou oblast jižně od tzv. špýrské linie včetně nejjižnější části Durynska (dříve zasahovala také do německojazyčný oblastí českých zemí). Zde se používá k rozlišení mezi středoněmeckým a dolnoněmeckým jazykovým regionem.

## Vymezení pojmu
Tohoto pojmu se používá také v historiografii, zejména ve studiích o středověku, kde označuje oblasti pozdějších švábských, franckých a bavorských říských krajů, přičemž územní omezení na okrajích se výrazněji liší. V některých případech zahrnují také Alsasko, německy mluvící části Švýcarska a západní oblasti Rakouska. 

## Historický vývoj
Charakteristická pro Horní Německo byla úzká ekonomická provázanost mezi jeho mocnými říšskými městy, která svou prosperitu zakládala zejména na výrobě sukna a obchodu s ním. Dále dálkový obchod se severní Itálií (např. Benátky, Janov) a začínající peněžní ekonomika (např. Fuggerové) sehrál důležitou roli, takže oblast s významnými městy jako Norimberk, Augsburg, Ulm, Řezno a Nördlingen zaznamenala v pozdním středověku a raném novověku hospodářský rozmach. 
Politicky se některá říšská města spojila do Švábské ligy měst. S posunem světového obchodu ze Středomoří do Atlantiku po objevení Ameriky klesl hospodářský význam Horního Německa v Říši ve prospěch Nizozemska a přístavů Severního moře.